# Tergouw

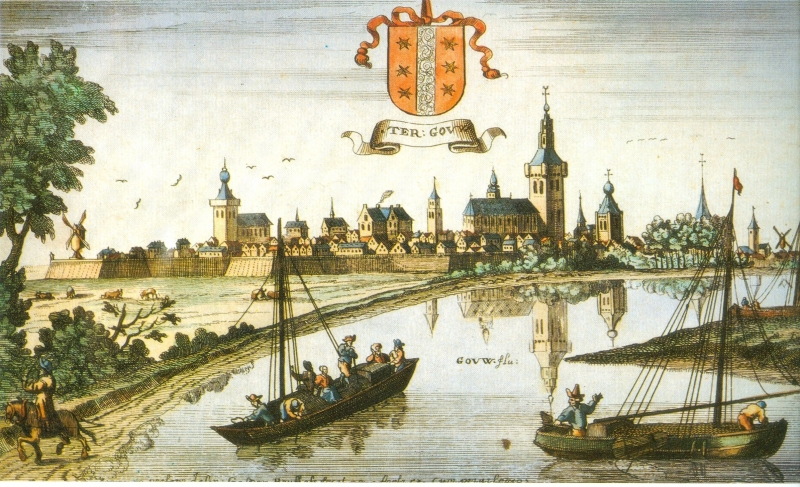
Gouda, aangeduid als Ter Gouw, op een gravure uit 1674

Tergouw is een oude naam voor de stad Gouda.
Tot in de 20e eeuw is het onder bewoners in de omstreken van Gouda gebruik geweest om de stad met Tergouw aan te duiden. In geschreven vorm ook wel als Ter Gou, Ter Gouw of Die Goude weergegeven. Een voorbeeld hiervan is de Vogelvluchtkaart van Gouda en omstreken uit ± 1525. Deze met de hand getekende anonieme kaart is een der oudste Nederlandse kaarten die bewaard zijn gebleven. Hij is uitgevoerd met dekverf op perkament en vanuit het noordwesten getekend. Met linksboven Vianen, rechtsboven Dordrecht, rechtsonder Rotterdam en Alphen, linksonder Woerden en Utrecht. Gouda ligt iets rechts van het midden met de aanduiding Ter Gou.